# Karla Šlechtová
Karla Šlechtová (Karlovy Vary, 22 de maio de 1977) é uma política e economista tcheca que atuou como Ministra da Defesa de dezembro de 2017 a junho de 2018. Anteriormente, ela também atuou como Ministra do Desenvolvimento Regional de 2014 a 2017. Šlechtová também é membro da Câmara dos Deputados (MP) desde outubro de 2017.
Em março de 2017, ela se tornou a primeira política ativa na República Tcheca a se assumir lésbica.